# Polylepion russelli
Polylepion russelli е вид бодлоперка от семейство Labridae. Видът не е застрашен от изчезване.

## Разпространение и местообитание
Разпространен е в Американска Самоа, Гуам, Малки далечни острови на САЩ, Самоа, САЩ, Северни Мариански острови, Френска Полинезия и Япония.
Обитава морета и рифове. Среща се на дълбочина от 100 до 183 m.

## Описание
На дължина достигат до 25 cm.